# Saint-Hilaire-de-Brens
Saint-Hilaire-de-Brens ist eine französische Gemeinde mit 605 Einwohnern (Stand: 1. Januar 2022) im Département Isère in der Region Auvergne-Rhône-Alpes. Sie gehört zum Arrondissement La Tour-du-Pin und ist Teil des Kantons Charvieu-Chavagneux. Die Einwohner werden Santaleros genannt.

## Geografie
Saint-Hilaire-de-Brens liegt etwa 38 Kilometer ostsüdöstlich von Lyon. Umgeben wird Saint-Hilaire-de-Brens von den Nachbargemeinden Dizimieu im Norden, Trept im Osten, Saint-Chef im Südosten, Saint-Savin im Süden, Vénérieu im Westen und Südwesten sowie Moras im Westen und Nordwesten.

## Bevölkerungsentwicklung
| Jahr                       | 1962 | 1968 | 1975 | 1982 | 1990 | 1999 | 2006 | 2017 |
| -------------------------- | ---- | ---- | ---- | ---- | ---- | ---- | ---- | ---- |
| Einwohner                  | 319  | 300  | 280  | 321  | 392  | 413  | 495  | 636  |
| Quellen: Cassini und INSEE |      |      |      |      |      |      |      |      |

## Verkehr
Saint-Hilaire-de-Brens hatte seit 1881 einen Bahnhof an der Bahnstrecke von Lyon nach Aoste-Saint-Genix (Chemin de fer de l'Est de Lyon). Der Personenverkehr wurde 1947 eingestellt.

## Sehenswürdigkeiten
- Kirche Saint-Hilaire aus dem 14. Jahrhundert
- Schloss Montplaisant aus dem 14. Jahrhundert, Umbauten aus dem 15. und 16. Jahrhundert, Monument historique seit 1977

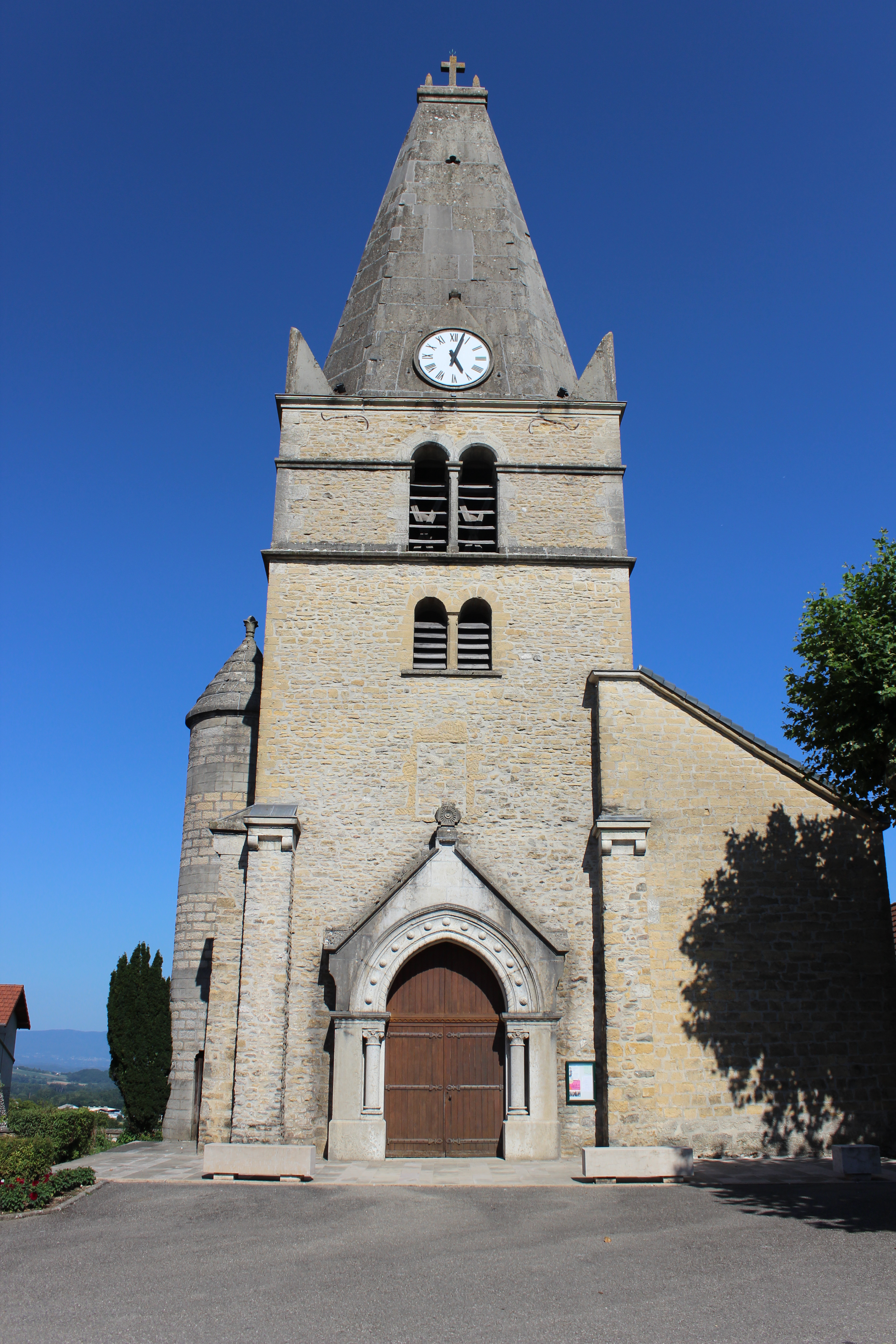
Kirche Saint-Hilaire
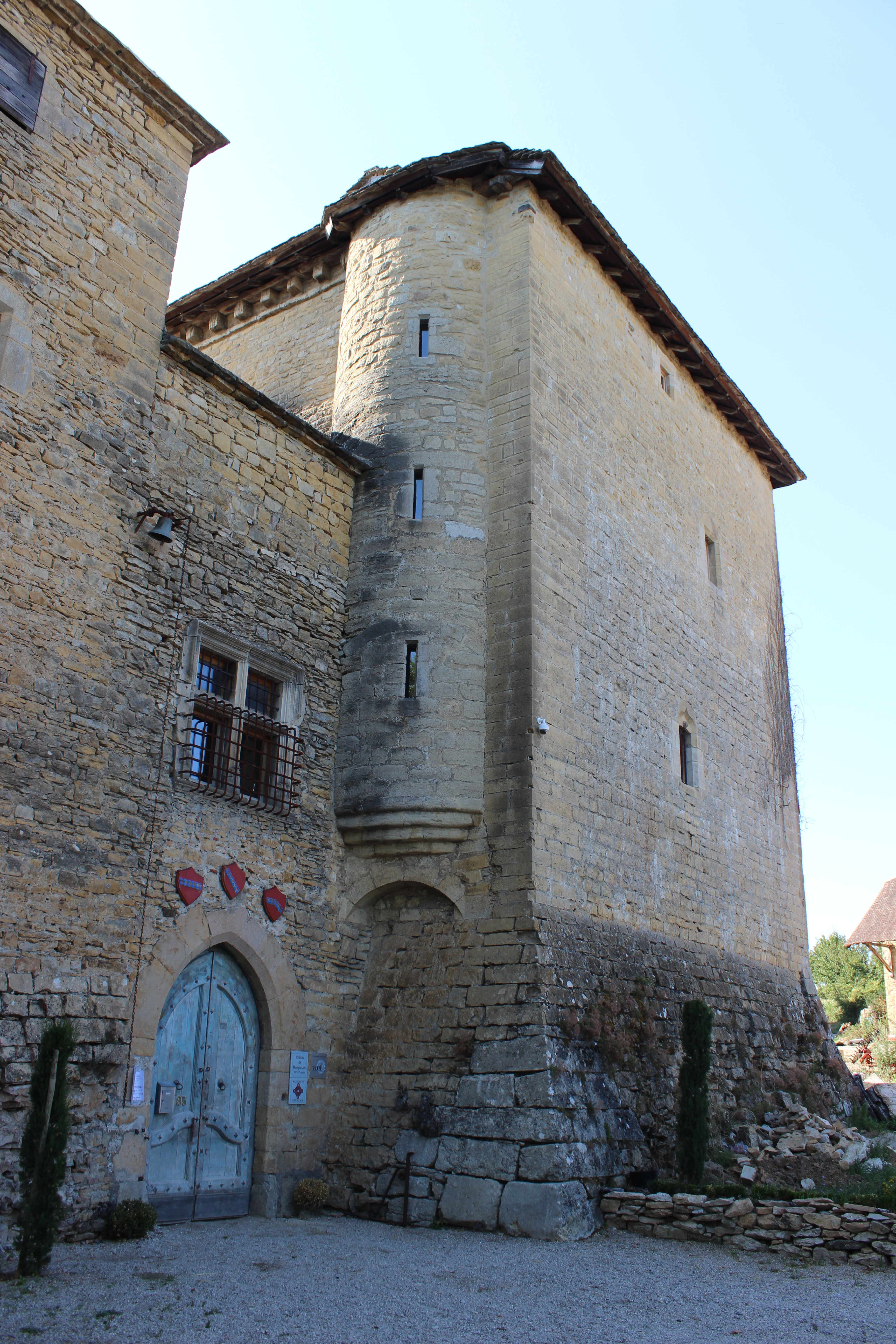
Schloss Montplaisant

## Gemeindepartnerschaft
Mit der italienischen Gemeinde Cornalba in der Provinz Bergamo (Lombardei) besteht seit 1998 eine Partnerschaft.